# Драчук Олександр Вікторович
Олекса́ндр Ві́кторович Драчу́к, відомий під псевдонімами Лесик Драчук та Omodada (нар. 1990, Тернопіль, Україна) — український електронний музикант; учасник гуртів Los Colorados і Tik Tu; засновник студії звукозапису «Шпиталь Рекордс» та співзасновник волонтерського фонду Musicians Defend Ukraine.

## Життєпис
Народився у Тернополі 1990 року. У дитинстві ходив у школу мистецтв, де займався малюванням. На гітарі почав грати у 7—8 класах. З 2008 року — ударник гурту Los Colorados. Протягом 2010—2011 років — гітарист і вокаліст гурту Echo Gardens.
2013 року заснував у Тернополі музичну студію «Шпиталь Рекордс», на якій записувалися такі музиканти, як Джамала, Nameless, «ГИЧ оркестр», «Пиріг і Батіг», Lemko Bluegrass Band, Postman, Our Atlantic, Tvorchi, Blooms Corda, Паліндром та інші.
2022 року, після російського вторгнення в Україну, Лесик став одним із засновників благодійного фонду «Musicians Defend Ukraine», який допомагає музикантам, що беруть участь у російсько-українській війні.

## Сольний проєкт Omodada
Майбутню назву проєкту Лесик Драчук побачив колись на дошці в інституті. Згодом виявилося, що слово «Omodada» написали хлопці з Нігерії, і на їхній мові це означає «добра дитина». Omodada має спільні роботи з Ніною Гаренецькою, Zapaska, Tik Tu, OmodadaGee, «Горобчики».

#### 2015— «Кімнати»
1 жовтня 2015 року відбувся реліз дебютного мініальбому «Кімнати». Записаний на студії «Шпиталь Рекордс». До альбому ввійшли п’ять авторських композицій, серед яких «All My Gods» — дуетний трек із тернопільським інді-поп гуртом Tik Tu під назвою . Майже в усіх композиціях нового EP брали участь запрошені гості: Саша Пахомов, Наталія Багрій та Pylyp Ochryp (бек-вокал, флейта, банджо). Про свою платівку музикант розказував:
|  | «Кімнати» від Omodada — україномовний мультиінструментальний продукт з елементами електроніки та психоделік-фольку. Часом веселі, часом меланхолійні інтер’єри з пульсуючими ритмами та вигадливими мелодіями. |

Трек з альбому «All My Gods», записаний разом із Наталією Багрій, увійшов у топ-20 композицій 2015 року за версією Stereo Embers Magazine. Метт Слоан, автор рейтингу, відзначив, що «All My Gods» — це «по-справжньому фантастичний музичний саспенс і ангельський вокал Наталії».
Про трек «All My Gods» Лесик Драчук казав наступне:
|  | Стилістично і мовно «All My Gods» вирізняється з альбому, але водночас є його незамінним завершенням. Це епічний твір про подорож на Марс. Останнім часом я захопився життям та ідеями канадсько-американського інженера Ілона Маска. Це він генеральний директор Tesla Motors та засновник компанії SpaceX, що має на меті колонізувати Марс. Одним словом — поцікавтесь. |

2019 року Omodada взяв участь у записі альбому «Жовтий пес» від Nameless. 2020 року випустив спільну композицію під назвою «1997» разом із Postman та Ростом Татомиром — львівським музикантом-мультиінструменталістом, учасником фольк-гуртів Lemko Bluegrass Band i «Бурдон».

## Дискографія
- EP «Кімнати» (2015)